# Бычков, Иван Афанасьевич
Ива́н Афана́сьевич Бычко́в (1858—1944) — русский и советский археограф и библиограф

, член-корреспондент Императорской Санкт-Петербургской Академии наук и Академии наук СССР, действительный статский советник.

## Биография
Родился 19 (31) августа 1858 года в Санкт-Петербурге в дворянской семье Бычковых; сын академика и члена Государственного совета Российской империи А. Ф. Бычкова. С золотой медалью окончил 6-ю Санкт-Петербургскую гимназию (1876) и юридический факультет Санкт-Петербургского университета (1880).
По окончании университета поступил на службу библиотекарем рукописного отделения Императорской публичной библиотеки. Здесь Бычков продолжил начатое ещё его отцом издание «Писем и бумаг Императора Петра Великого».
В 1903 году И. А. Бычков стал членом-корреспондентом Императорской Академии наук. Состоял членом Петербургской и ряда других археографических комиссий.
В 1905 году был удостоен чина действительный статский советник.
И. А. Бычков по праву считался одним из лучших знатоков вспомогательных исторических дисциплин и рукописных фондов. Заведовал Рукописным отделением ГПБ имени М. Салтыкова-Щедрина.Семья:сын Бычков Виктор Иванович.
Во время Великой Отечественной войны находился в осаждённом вермахтом родном городе, где принимал активное участие в спасении исторических бумаг умирающих ленинградцев, а также готовил к изданию очередной том писем и бумаг Петра I. Блокада Ленинграда не могла не сказаться на его здоровье, и через два месяца после её снятия Бычков скончался. Похоронен на Литераторских мостках.
Был награждён орденом Святого Владимира 4-й степени (1896) и орденом Святой Анны 3-й и 2-й степени (1900), а также медалями «В память царствования императора Александра III» и «В память 300-летия царствования дома Романовых». В 1943 году был награждён орденом Трудового Красного Знамени и медалью «За оборону Ленинграда».